# Leopoldamys
Leopoldamys là một chi động vật có vú trong họ Muridae, bộ Gặm nhấm. Chi này được Ellerman miêu tả năm 1947-1948. Loài điển hình của chi này là Mus sabanus Thomas, 1887.

## Các loài
Chi này gồm các loài: